# Daniel Mosley (4e baron Ravensdale)
Daniel Nicholas Mosley, 4e baron Ravensdale (né le 10 octobre 1982) est un pair héréditaire britannique et membre crossbencher de la Chambre des lords.

## Biographie
Le 28 février 2017, il succède à son grand-père, le romancier Nicholas Mosley (qui n'a pas utilisé les titres) comme baron Ravensdale, une pairie créée pour son arrière-arrière-grand-père George Curzon, 1er marquis Curzon de Kedleston.
L'un des arrière-grands-pères de Ravensdale est Oswald Mosley, chef de l'Union britannique des fascistes. Max Mosley, ancien président de la Fédération internationale de l'automobile (FIA) est un demi-frère de son grand-père.
Ravensdale devient membre de la Chambre des lords en mars 2019, après avoir remporté une élection partielle entre pairs héréditaires.